# Coll de la Falsetana
El Coll de la Falsetana és una muntanya de 326 metres que es troba entre els municipis de Marçà i el Masroig, a la comarca catalana del Priorat.